# Tercera División de Chile 1982
El Campeonato Oficial de Fútbol de la Tercera División de Chile 1982 fue la 2° edición de la tercera categoría del fútbol de Chile, correspondiente a la temporada 1982. Se jugó desde abril hasta noviembre de 1982.
Su organización estuvo a cargo de la Asociación Nacional de Fútbol Amateur de Chile (ANFA) y contó con la participación de 24 equipos, los cuales, disputaron el campeonato en dos grupos por zona y en una liguilla por el ascenso, bajo el sistema de todos contra todos.
El campeón Deportes Laja asciende a la Segunda División 1983.

## Movimientos divisionales
| Pos | a Segunda División de Chile 1982 |
| --- | -------------------------------- |
| 1º  | Arturo Fernández Vial (Campeón)  |

| Pos | Aceptados en la Competencia. |
| --- | ---------------------------- |
| -   | Campos de Batalla            |
| -   | Concón National              |
| -   | Juventud Textil de Tomé      |
| -   | Municipal Talagante          |

| Pos     | Abandono de la Competencia. |
| ------- | --------------------------- |
| 9º (ZN) | Inducorn (Retiro)           |

| Pos      | a Asociación de Origen |
| -------- | ---------------------- |
| 10º (ZS) | Talca National         |
| 12º (ZS) | Deportes Teno          |

## Equipos participantes
| Equipo              | Ciudad                     |
| ------------------- | -------------------------- |
| Atlético Molina     | Molina                     |
| Campos de Batalla   | Maipú                      |
| Caupolicán de Rengo | Rengo                      |
| Concón National     | Concón                     |
| Cultural Doñihue    | Doñihue                    |
| Curicó Unido        | Curicó                     |
| Defensor Casablanca | Casablanca                 |
| Deportes Laja       | Laja                       |
| Deportes Maipo      | Maipo                      |
| Deportes Peumo      | Peumo                      |
| Deportes Victoria   | Victoria                   |
| Deportivo Parral    | Parral                     |
| General Velásquez   | San Vicente de Tagua Tagua |
| Grand Prix          | Maipú                      |
| Indep. de Cauquenes | Cauquenes                  |
| Iván Mayo           | Villa Alemana              |
| Juventud Textil     | Tomé                       |
| Lautaro de Buin     | Buin                       |
| Liceo Curicó        | Curicó                     |
| Municipal Talagante | Talagante                  |
| Quintero Unido      | Quintero                   |
| Súper Lo Miranda    | Lo Miranda                 |
| Tricolor Municipal  | Paine                      |
| Unión Comercio      | Santa Cruz                 |

## Primera fase
Los 24 equipos se dividieron en dos grupos de 12 elencos cada uno, Los tres primeros de cada grupo clasificaron a la liguilla de ascenso.

### Grupo Norte
| Pos | Equipo              | PJ | PG | PE | PP | GF | GC | Dif | Pts |
| --- | ------------------- | -- | -- | -- | -- | -- | -- | --- | --- |
| 1.  | Súper Lo Miranda    | 22 | 12 | 6  | 4  | 40 | 22 | 18  | 30  |
| 2.  | Lautaro de Buin     | 22 | 12 | 6  | 4  | 40 | 26 | 14  | 30  |
| 3.  | Quintero Unido      | 22 | 12 | 4  | 6  | 41 | 26 | 15  | 28  |
| 4.  | General Velásquez   | 22 | 11 | 5  | 6  | 35 | 25 | 10  | 27  |
| 5.  | Tricolor Municipal  | 22 | 11 | 4  | 7  | 37 | 33 | 4   | 26  |
| 6.  | Grand Prix          | 22 | 10 | 5  | 7  | 29 | 25 | 4   | 25  |
| 7.  | Concón National     | 22 | 8  | 8  | 6  | 29 | 26 | 3   | 24  |
| 8.  | Iván Mayo           | 22 | 9  | 9  | 7  | 23 | 26 | -3  | 21  |
| 9.  | Deportes Maipo      | 22 | 6  | 7  | 9  | 31 | 36 | -5  | 19  |
| 10. | Defensor Casablanca | 22 | 5  | 5  | 12 | 32 | 46 | -14 | 15  |
| 11. | Deportes Peumo      | 22 | 5  | 2  | 15 | 29 | 50 | -21 | 12  |
| 12. | Cultural Doñihue    | 22 | 2  | 3  | 17 | 18 | 43 | -25 | 7   |

### Grupo Sur
| Pos | Equipo               | PJ | PG | PE | PP | GF | GC | Dif | Pts |
| --- | -------------------- | -- | -- | -- | -- | -- | -- | --- | --- |
| 1.  | Unión Comercio       | 22 | 13 | 6  | 3  | 44 | 24 | 20  | 32  |
| 2.  | Deportes Laja        | 22 | 13 | 5  | 4  | 51 | 22 | 29  | 31  |
| 3.  | Curicó Unido         | 22 | 10 | 10 | 2  | 39 | 27 | 12  | 30  |
| 4.  | Deportes Victoria    | 22 | 9  | 7  | 6  | 33 | 22 | 11  | 25  |
| 5.  | Caupolicán de Rengo  | 22 | 8  | 8  | 6  | 25 | 28 | -3  | 24  |
| 6.  | Juventud Textil Tomé | 22 | 8  | 8  | 6  | 25 | 28 | -3  | 24  |
| 7.  | Liceo Curicó         | 22 | 8  | 8  | 6  | 25 | 28 | -3  | 24  |
| 8.  | Municipal Talagante  | 22 | 8  | 8  | 6  | 25 | 28 | -3  | 24  |
| 9.  | Deportivo Parral     | 22 | 7  | 5  | 10 | 32 | 47 | -15 | 19  |
| 10. | Indep. de Cauquenes  | 22 | 4  | 8  | 10 | 31 | 39 | -8  | 16  |
| 11. | Campos de Batalla    | 22 | 4  | 8  | 10 | 31 | 39 | -8  | 16  |
| 12. | Atlético Molina      | 22 | 4  | 8  | 10 | 31 | 39 | -8  | 16  |

|  | Liguilla de Ascenso |

## Liguilla de ascenso
Los seis clasificados se enfrentaron todos contra todos, en dos ruedas. El ganador del torneo se consagra campeón de la categoría y obtiene el ascenso a Segunda División.
| Pos | Equipo           | PJ | PG | PE | PP | GF | GC | Dif | Pts |
| --- | ---------------- | -- | -- | -- | -- | -- | -- | --- | --- |
| 1.  | Deportes Laja    | 10 | 6  | 2  | 2  | 15 | 6  | 9   | 14  |
| 2.  | Lautaro de Buin  | 10 | 5  | 3  | 2  | 17 | 10 | 7   | 13  |
| 3.  | Súper Lo Miranda | 10 | 5  | 2  | 3  | 12 | 12 | 0   | 12  |
| 4.  | Curicó Unido     | 10 | 2  | 5  | 3  | 15 | 17 | -2  | 9   |
| 5.  | Unión Comercio   | 10 | 3  | 2  | 5  | 13 | 15 | -2  | 8   |
| 6.  | Quintero Unido   | 10 | 1  | 2  | 7  | 13 | 25 | -12 | 4   |

## Campeón
| Chile                            |
| Campeón Deportes Laja            |
| Asciende a Segunda División 1983 |